# Dimitri Alexandrovitch de Russie
Dimitri Alexandrovitch de Russie, né le 15 août 1901 au palais de La Gatchina, mort le 7 juillet 1980 à Londres.
Il fut prince de Russie, membre de la maison de Holstein-Gottorp-Romanov.

## Famille
Fils de Alexandre Mikhaïlovitch de Russie et de Xenia Alexandrovna de Russie.

### Mariages et descendance
Le 25 octobre 1931, Dimitri Alexandrovitch de Russie épousa morganatiquement à Paris la comtesse Marina Sergueïevna Golenistcheva-Koutouzov (1912-1969), (fille du comte Serge Golenistchev-Koutouzov), (divorcés en 1947).
Un enfant est né de cette union :
- Nadejda Dimitrievna de Russie, (1939-2002), en 1952, elle épousa Anthony Allen (1931-), (divorcés en 1976), (trois enfants). En avril 1977, elle épousa William Hall Clark (1924-)

Le 20 octobre 1954, Dimitri Alexandrovitch de Russie épousa Margaret Sheila Mac Kellar Chisholm (1898-1969), (fille de Harry Chisholm).

## Biographie

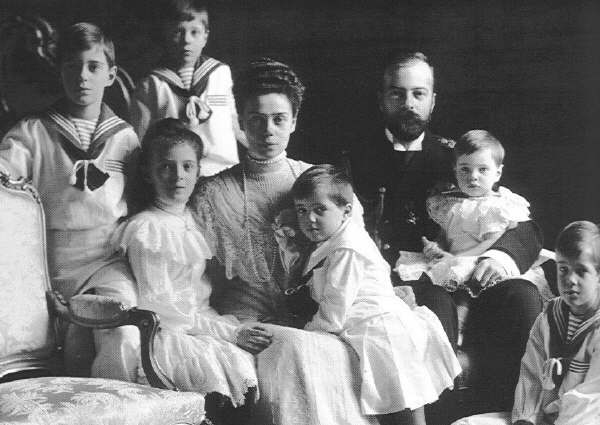
Le grand-duc Dmitri Aleksandrovitch de Russie aux côtés de sa mère, la grande-duchesse Ksenia Aleksandrovna de Russie, de son père le grand-duc Aleksandr Mikhaïlovitch de Russie de ses frères et sœur

Lors de l'abdication de Nicolas II de Russie en mars 1917, Dagmar de Danemark réunit un grand nombre de membres de la famille Romanov en Crimée. En 1918, beaucoup furent retenus prisonniers par les Bolcheviks, notamment Dimitri Alexandrovitch de Russie, ses parents, ses frères et sœurs. Après le traité de Brest-Litovsk le 3 mars 1918, ils furent libérés par les Allemands. Le 11 avril 1919, le prince embarqua avec ses parents, ses frères et sœurs sur le HMS Marlborough, un cuirassé envoyé au secours des Romanov par George V du Royaume-Uni, le navire fit halte à Malte puis en Angleterre. Dimitri Alexandrovitch de Russie vécut le reste de sa vie en Angleterre.

### Décès
Dimitri Alexandrovitch de Russie décéda à Londres le 7 juillet 1980.

## Généalogie
Dimitri Alexandrovitch de Russie appartient à la quatrième branche issue de la première branche de la Maison d'Oldenbourg-Russie (Holstein-Gottorp-Romanov), elle-même issue de la première branche de la Maison d'Holstein-Gottorp. Ces trois branches sont issues de la première branche de la Maison d'Oldenbourg. Par sa mère, la grande-duchesse Xenia Alexandrovna de Russie, il est un descendant de l'empereur Alexandre III de Russie et un neveu de Nicolas II de Russie, par son père, il est le descendant du tsar Nicolas Ier de Russie.